# Jubileum Volume II
Jubileum Volume II – druga płyta kompilacyjna podsumowująca dorobek szwedzkiego zespołu muzycznego Bathory. Wydana 15 marca 1993 roku.

## Lista utworów
1. "The Return of the Darkness and Evil" - 4:58
2. "Burnin' Leather" - 3:54[2]
3. "One Rode to Asa Bay" - 9:20
4. "The Golden Walls of Heaven" - 5:23
5. "Call From the Grave" - 4:57
6. "Die in Fire" - 3:37[2]
7. "Shores in Flames" - 10:43
8. "Possessed" - 2:40
9. "Raise the Dead" - 3:40
10. "Total Destruction" - 3:51
11. "Bond of Blood" - 7:37
12. "Twilight of the Gods" - 13:40

## Twórcy
- Ace "Quorthon Seth" Thomas Forsberg – śpiew, gitara, gitara basowa
- Rickard Bergman – gitara basowa
- Andreas Johansson – gitara basowa
- Christer Sandström – gitara basowa
- Kothaar – gitara basowa
- Stefan Larsson – instrumenty perkusyjne
- Paul Lundberg – instrumenty perkusyjne
- Vvornth – instrumenty perkusyjne
- The Boss – produkcja